# Ana Paula Henkel
Ana Paula Henkel (früher auch Ana Paula Connelly) (* 13. Februar 1972 als Ana Paula Rodrigues in Lavras, Minas Gerais) ist eine brasilianische Beachvolleyballspielerin, ehemalige Volleyballspielerin und Vizeweltmeisterin sowie Bronzemedaillengewinnerin bei Olympischen Sommerspielen.

## Karriere Halle
Ana Paula erreichte mit der brasilianischen Nationalmannschaft bei den Olympischen Spielen 1992 in Barcelona den vierten Platz, 1996 gab es in Atlanta die Bronzemedaille. 1994 gewann Ana Paula mit den Brasilianerinnen die Silbermedaille bei den Weltmeisterschaften in São Paulo und die Goldmedaille beim Volleyball World Grand Prix, einen Erfolg, den sie 1996 und 1998 wiederholen konnte. 1998 wurde sie zudem als beste Angriffsspielerin und als effizienteste Blockerin ausgezeichnet.

## Karriere Beach
An der Seite von Jackie Silva startete Ana Paula 1999 ihre Beachkarriere. Mit ihrer neuen Partnerin Mônica Rodrigues gewann sie 2000 in Cagliari in Italien ihre erste FIVB-Veranstaltung. Mit Tatiana Minello erreichte Ana Paula nach ihrer Babypause gleich im ersten Turnier 2002 in Madrid die beste Platzierung mit dem Silberrang.
Das folgende Jahr wurde zum erfolgreichsten in ihrer Beachkarriere. Bei zehn Veranstaltungen erreichte Ana Paula mit Sandra Pires acht Mal das Finale, dabei sprangen vier Siege heraus, der Titel des FIVB Tour Champion war den beiden Brasilianerinnen nach dieser Bilanz nicht mehr zu nehmen. Nur bei zwei Veranstaltungen gab es keine Medaille, dabei war jedoch auch die Weltmeisterschaft in ihrem Heimatland, die Ana Paula und Sandra Pires mit dem fünften Platz beendeten, eine Platzierung, die sie im kommenden Jahr bei den Olympischen Spielen in Athen bestätigten.
Nach der beinahe optimalen Ausbeute mit einem Erfolg und einem dritten Platz bei nur zwei Turnieren 2005 mit Shaylyn Bede startete Ana Paula im gleichen Jahr mit Leila Barros eine neue Zusammenarbeit. Die beiden ehemaligen Hallenvolleyballerinnen konnten 2006 das FIVB Turnier in Montréal gewinnen, nach einem zweiten Platz zum Abschluss des Jahres reichte es 2007 nur zu mehreren vierten Plätzen.
Die ältere Schwester von Kurzzeitpartnerin Shaylyn, die Doppelweltmeisterin Shelda Bede, wurde 2008 Ana Paulas fünfte Partnerin, mit der sie mindestens einen FIVB Titel holte. Diese Leistung konnte bisher sowohl bei den Frauen als auch bei den Männern nicht wiederholt werden. Außerdem gewann Ana Paula in diesem Jahr zum zweiten Mal in ihrer Karriere den Titel des Tour Champions, außerdem wurden sie mit Shelda das FIVB Team of the year. Diese Erfolge wurden möglich durch drei erste, einen zweiten und zwei dritten Plätzen. Nach den Olympischen Spielen in Peking, bei denen die beiden Brasilianerinnen den fünften Platz belegten, erreichten sie im folgenden Jahr das Halbfinale der Weltmeisterschaften in Stavanger, verloren aber anschließend beide Spiele und belegten somit den undankbaren vierten Platz.
2010 spielte Ana Paula mit ihrer früheren Partnerin Tatiana Minello noch zwei AVP Turniere, die beiden erreichten einen fünften und einen neunten Rang.
2024 wurde Ana Paula Henkel in die „Volleyball Hall of Fame“ aufgenommen.

## Privates
Ana Paula Rodrigues wuchs in ihrem Geburtsort Lavras auf. 1994 heiratete sie den Basketballspieler Jeffty Connelly, 2001 bekam sie mit dem Volleyballtrainer Marcus Miranda einen Sohn, den sie Gabriel nannte. Anfang des Jahres 2010 heiratete die Brasilianerin erneut, diesmal den ehemaligen amerikanischen Beachvolleyballer Carl Henkel, der heute als Rechtsanwalt arbeitet.